# Клетино (Ивановская область)
Клетино́ — деревня в Палехском районе Ивановской области. Входит в Раменское сельское поселение.

## География
Находится в 20 км к западу от Палеха на реке Люлех.

## История
В 2005—2009 годах деревня была административным центром Клетинского сельского поселения.

## Население
| 1859 | 1905 | 2010 |
| ---- | ---- | ---- |
| 173  | ↗215 | ↘111 |

## Инфраструктура
Отделение связи, фельдшерско-акушерский пункт, дом культуры, две библиотеки. Детский сад закрыт. В общеобразовательной школе, основанной в 1904 году, действует музей земляка — генерала армии Горбатова А. В., родившегося в соседней деревне Пахотино, и жителей Клетинского поселения.
Основное предприятие — СПК имени генерала Горбатова (бывший колхоз).

## Транспорт
Только по выходным автобусное сообщение с Палехом.